# Østensjø

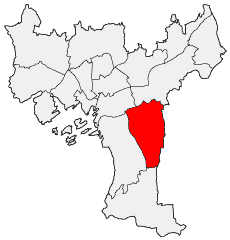
Lage von Østensjø in Oslo

Østensjø (dt. Östensjö) ist ein südöstlicher Stadtteil der norwegischen Hauptstadt Oslo. Der Stadtteil hat 50.806 Einwohner (2020) und eine Fläche von 12,24 km². Er grenzt an die Østmarka und ist ein beliebtes Ausflugsgebiet für die Einwohner Oslos und Lørenskogs.
Østensjø besteht aus den Trabantenstädten Oppsal, Bøler, Bogerud, Abildsø, Manglerud und Høyenhall, die alle rund um den Østensjøsee liegen. Der Østensjøsee ist seit 1992 ein Naturreservat.